# Relação (gênero textual)
A relação (em castelhano, relación), no sentido de relato, é um gênero textual de prosa tipicamente iberoamericano, cujo período de auge foi compreendido entre a Renascença e o início da Idade Moderna. Foi muito usado por cronistas e viajantes da era dos descobrimentos e das explorações europeias nos demais continentes para relatar e registrar características de outras terras e de outros povos, além de usado para narrar acontecimentos de vários tipos (guerras, coroações, cerimônias, reinados) inclusive na própria Europa. São, por isso, importantes fontes da historiografia da colonização europeia da América.
A relação é um tipo de texto caracterizado pela descrição e pela narrativa, em que os autores misturam suas observações pessoais com impressões e juízos de valor, como era comum até o advento social dos valores de objetividade e factualidade, típicos da modernidade. Pelo mesmo motivo, o conteúdo das relações costuma ser carregado de etnocentrismo (tomar a sua própria cultura como referência de "normal"), algo que só foi problematizado séculos mais tarde, com o moderno conceito antropológico de relativismo cultural. A relação tem semelhanças formais e contextuais com a crônica e com a notícia, tanto que os três termos eram usados de forma intercambiável durante séculos. Às vezes é enquadrada também como um gênero literário de não ficção, sendo no Brasil considerado parte da chamada "literatura de informação", embora esse tipo de classificação varie de acordo com o contexto cultural e a tradição literária de cada sociedade. Da mesma maneira, a relação é às vezes encarada como um dos precursores da reportagem como gênero jornalístico, ainda que tal categorização possa ser considerada um anacronismo (já que a maioria das relações antecede o surgimento da imprensa e do jornalismo).

## Exemplos históricos
- Relação Completa sobre a História de Granada, ou Al-Ihata fi ta´rikh Granata (الإحاطة في أخبار غرناطة), de Ibn al-Jatib (1340-1360)
- Relação do Piloto Anônimo (da viagem de descobrimento de Pedro Álvares Cabral ao Brasil e à Índia em 1500)
- Cartas de Relación de Fernão Cortez (1519-1526)
- Relação da Primeira Viagem ao Redor do Mundo, ou Relación del primer viaje alrededor del mundo, de Antonio Pigafetta (1525)
- Verdadeira Relação da Conquista do Peru, ou Verdadera relación de la conquista del Perú, de Francisco de Jerez (1534)
- Relação de Algumas Coisas que Aconteceram ao Ilustre Sr. Dom Fernão Cortez, Marquês de Valle, desde que Decidiu Ir Descobrir Terras na Terra Firme do Mar Oceano, ou Relación de algunas cosas que acaecieron al muy ilustre señor Don Hernando Cortés, marqués del Valle, desde que se determinó a ir a descubrir tierra en la tierra firme del mar océano, de Andrés de Tapia (1539)
- Relação da Nova Descoberta do Famoso Rio Grande..., ou Relación del nuevo descubrimiento del famoso río grande..., de Gaspar de Carvajal (1541)
- Relação das Cerimônias e Ritos e População e Governo dos Índios da Província de Michoacán, ou Relación de las ceremonias y ritos y población y gobierno de los Indios de la provincia de Michoacán, de Martín de La Coruña (1541)
- Brevíssima Relação da Destruição das Índias, do frei espanhol Bartolomeu de las Casas (1552)
- Crônica Relação Copiosa e Verdadeira dos Reinos do Chile, ou Crónica y relación copiosa y verdadera de los reinos de Chile, de Jerónimo de Vivar (1558)
- Relación breve de la conquista de la Nueva España, do explorador espanhol Francisco de Aguilar (1559-1571)
- Relación de las cosas de Yucatán, do bispo espanhol Diego de Landa (1566)
- Relação da Origem dos Índios que Habitam esta Nova Espanha segundo suas Histórias (Códice Ramírez), ou Relación del origen de los indios que habitan esta Nueva España según sus historias (Códice Ramírez), apócrifo (1576)
- Relação Histórica das Exéquias Fúnebres da Majestade do Rei D. Filipe II Nosso Senhor feitas pelo Tribunal do Santo Ofício da Inquisição desta Nova Espanha e das suas Províncias e Ilhas Filipinas, ou Relación historiada de las exequias funerarias de la magestad del rey D. Phillipo ii nuestro señor hechas por el tribunal del Sancto Officio de la Inquisición desta Nueva España y sus provincias y yslas Philippinas, de Dionysio de Ribera Flores (1600)
- Relação de tudo o que passou na felice aclamação do mui alto & mui poderoso Rey Dom Joaõ o IV, nosso senhor, cuja monarquia prospere Deos por largos annos, de Nicolau da Maia de Azevedo (sobre a aclamação de João IV de Portugal em 1641)
- Relação da Descoberta do Rio Apure até sua Entrada no Orinoco, ou Relación del descubrimiento del río Apure hasta su ingreso en el Orinoco, de Jacinto de Carvajal (1648)
- O Rio ou Relação da Viagem que Faz o Capibaribe de Sua Nascente à Cidade do Recife (exemplo contemporâneo de relação, escrita por João Cabral de Melo Neto já no século XX)